# Sjösås nya kyrka
Sjösås nya kyrka  var en kyrkobyggnad i Växjö stift som förstördes helt i en brand 2022. Den var församlingskyrka i Sjösås församling.

## Kyrkobyggnaden
År 1831 visiterades Sjösås pastorat av biskop Esaias Tegnér. Inte oväntat ansåg biskopen att den medeltida kyrkan var alltför liten och trång och måste ersättas med en ny kyrkobyggnad. År 1839 kom Tegnér tillbaka och ledde själv sockenstämman. Beslut fattades att uppföra en ny kyrka gemensam med Drevs och Hornaryds församlingar. Detta beslut upphävdes eftersom Sjösås församling önskade uppföra en egen ny kyrka.
År 1847 bestämdes att den nya kyrkan skulle byggas i Viås, cirka 4 kilometer norr om Sjösås gamla kyrka belägen i Braås. Carl-Gustaf Blom-Carlsson vid Överintendentsämbetet utarbetade 1851 ett ritningsförslag till en kyrkobyggnad empirestil.  Det dröjde dock nio år innan bygget kom i gång på grund av oenighet om vilken sida av byvägen i Viås kyrkan skulle byggas. År 1860 påbörjades arbetet under ledning av byggmästare Sven Nilsson från Torsås och murarmästare P. Olsson från Uråsa. År 1865 var kyrkan färdig. Den första gudstjänsten hölls den 13 augusti samma år av bygdens son, teologie doktor Pehr Sjöbring, Kalmar, medan invigningen förrättades den 10 september av biskop Henrik Gustaf Hultman.
Kyrkan, som  var byggd av gråsten som putsats och vitkalkats, bestod av ett långhus med avslutad rak korvägg och en bakomliggande halvrund sakristia i väster, samt ett torn i öster. Tornet var försett med tornur och lanternin krönt med en hög tornspira. Bänkinredningen, som byggdes om 1951, var sluten mot mittgången och öppen mot sidogångarna.

## Branden 2022
Lördagen den 3 september 2022 uppstod en brand i kyrkan. Branden var så kraftig att den inte gick att släcka, och brandkåren lät den därför brinna ut. Endast en begränsad del av inventarierna gick att rädda.
2025 beslutades att kyrkan inte kommer återuppbyggas.

## Inventarier
- Dopfunt av sandsten från 1200-talet. Fragmentarisk dekoration med fabeldjur.
- Triumfkrucifix daterat till slutet av 1400-talet. Krucifixet tillhörde de inventarier som gick att rädda.[5]
- Altartavlan, utförd 1865 av Sven Gustaf Lindblom, är en kopia av David von Kraffts altartavla i Kalmar domkyrka med motiv "Korsnedtagningen". Den skänktes till kyrkan av Pehr Sjöbring senare biskop i Kalmar stift.[1] Tavlan ingick i 1951 års altaruppställning bestående av två kolonner med ett trekantigt överstycke.
- Sengustaviansk rund predikstol med ljudtak.

## Bildgalleri

### Före branden

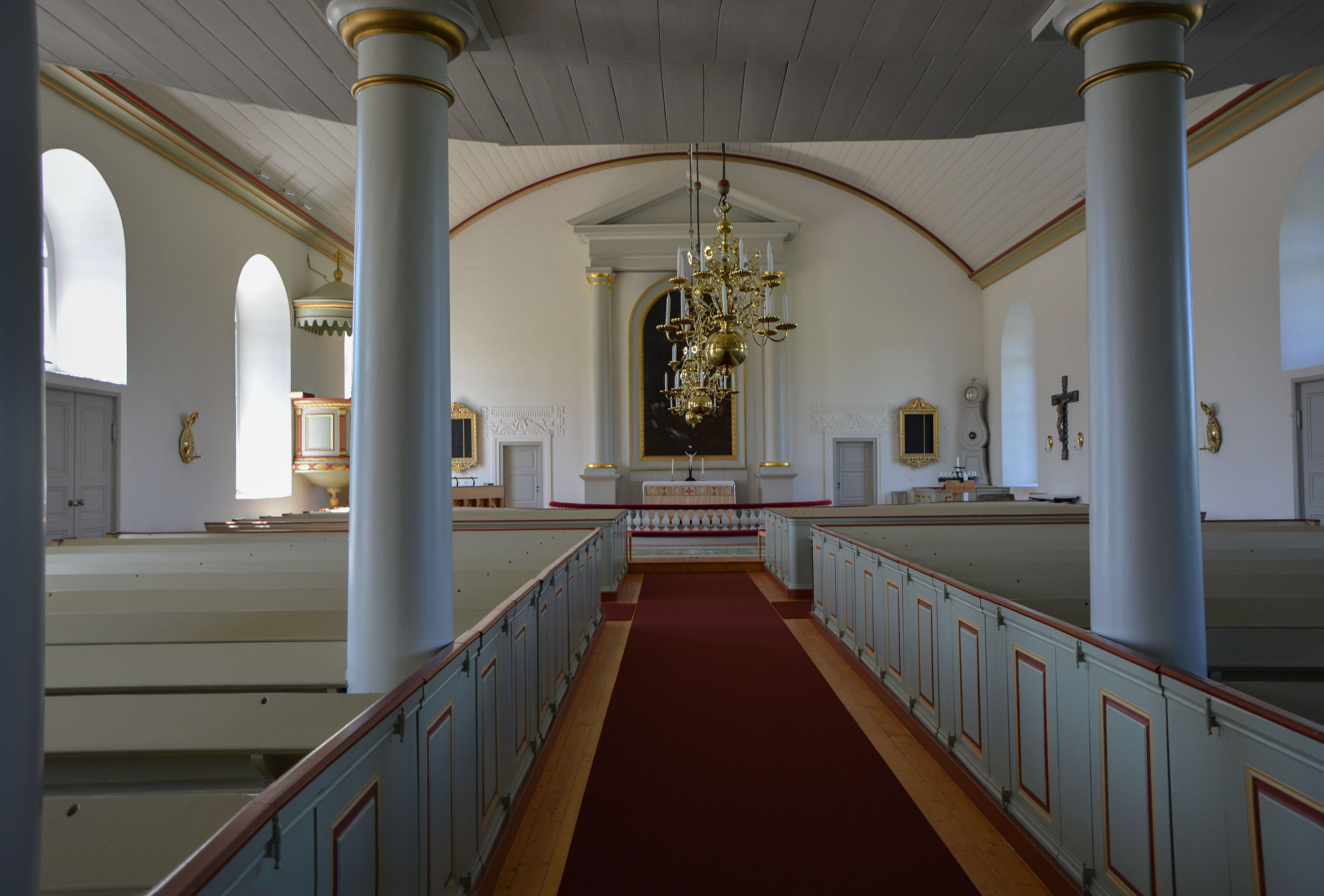
Interiör mot väster
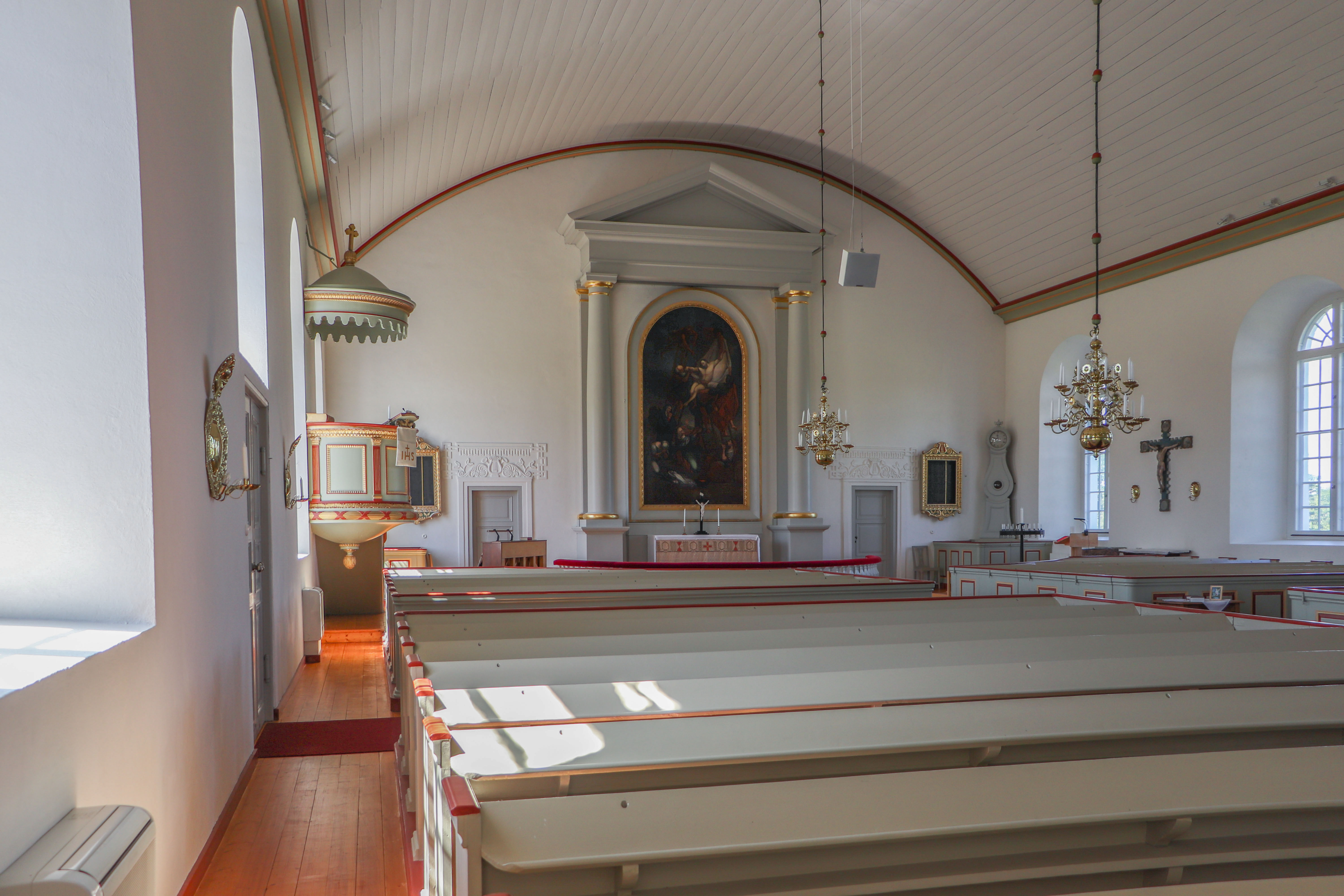
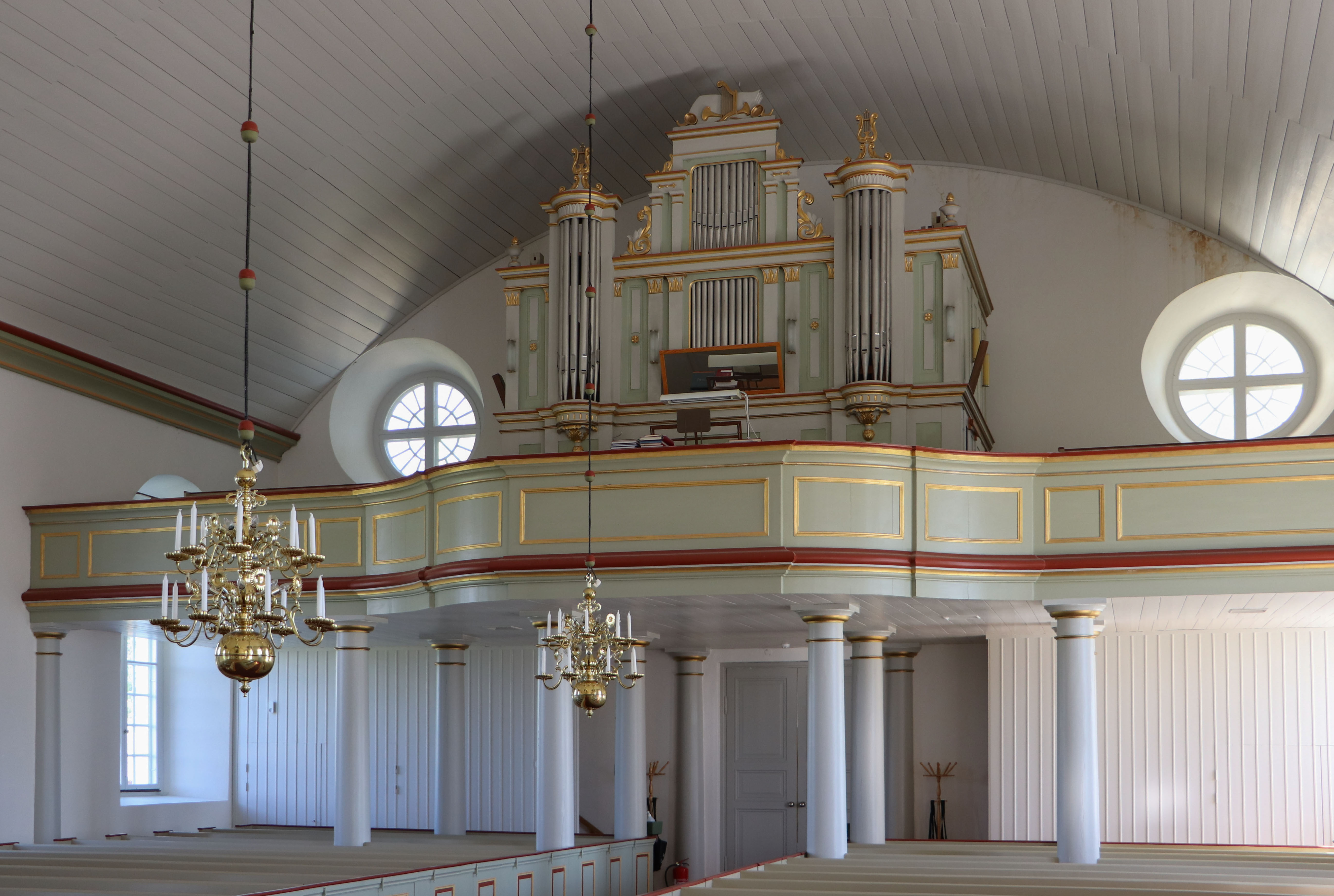
Läktarorgeln
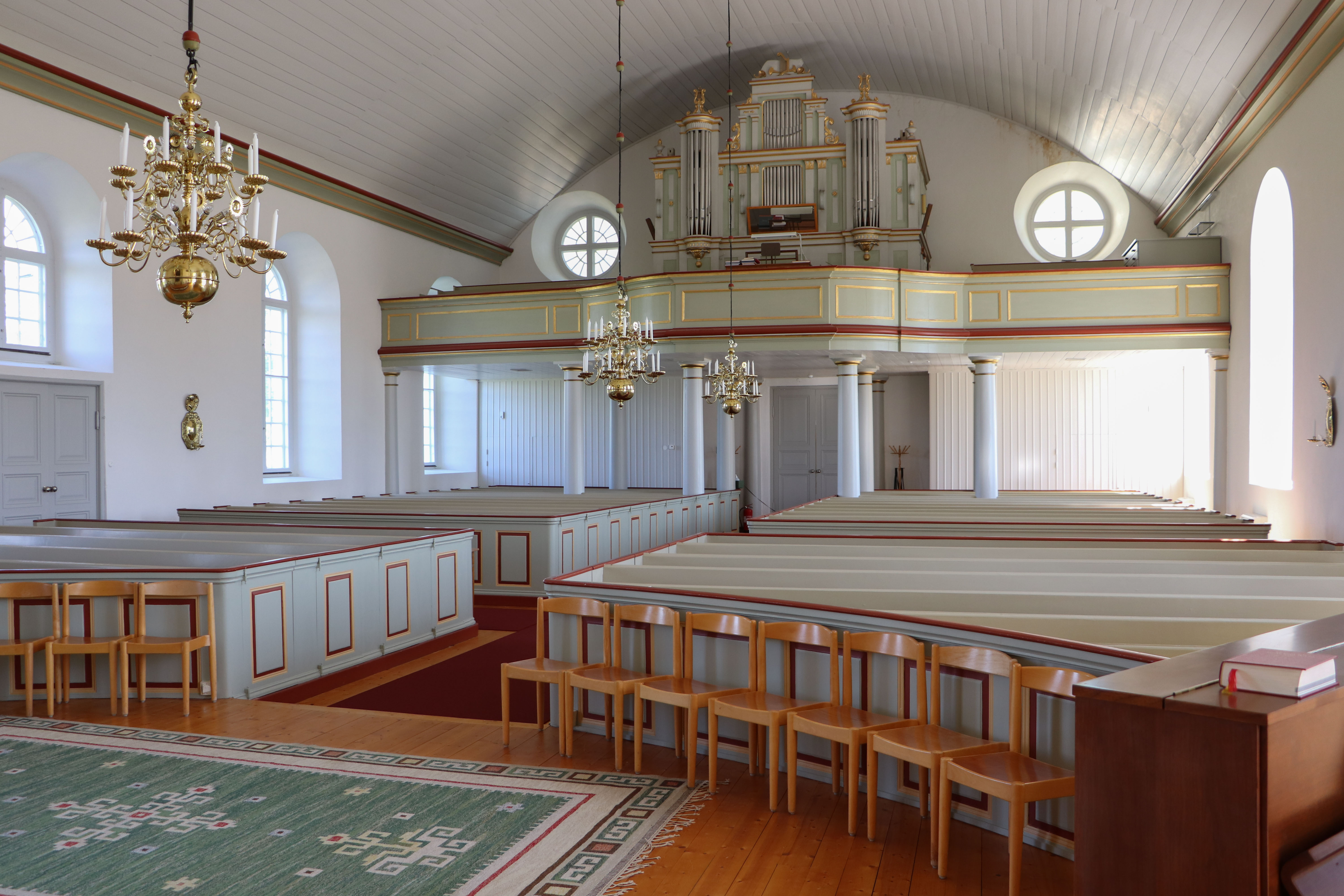
Kyrkorummet mot öster
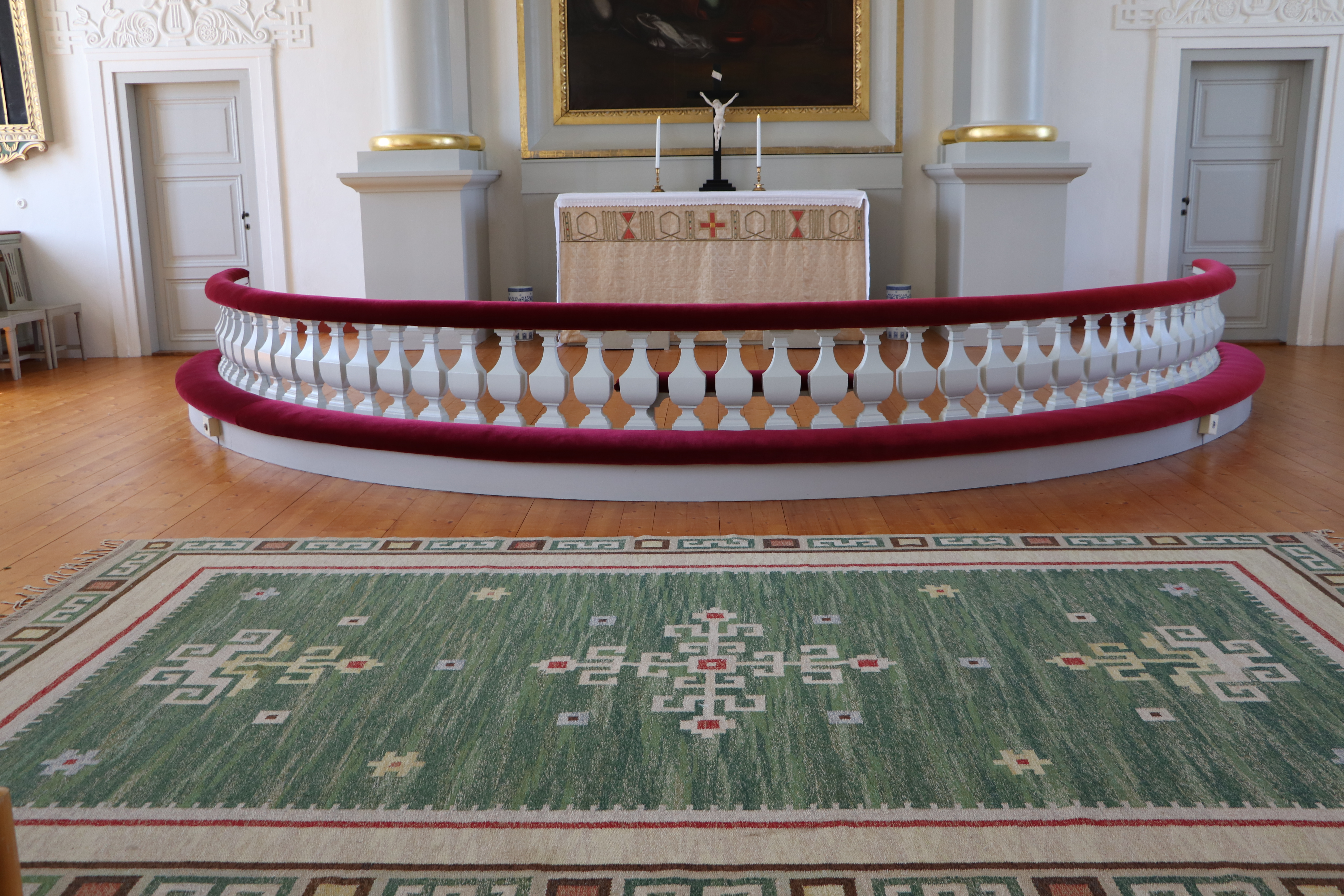
Koret
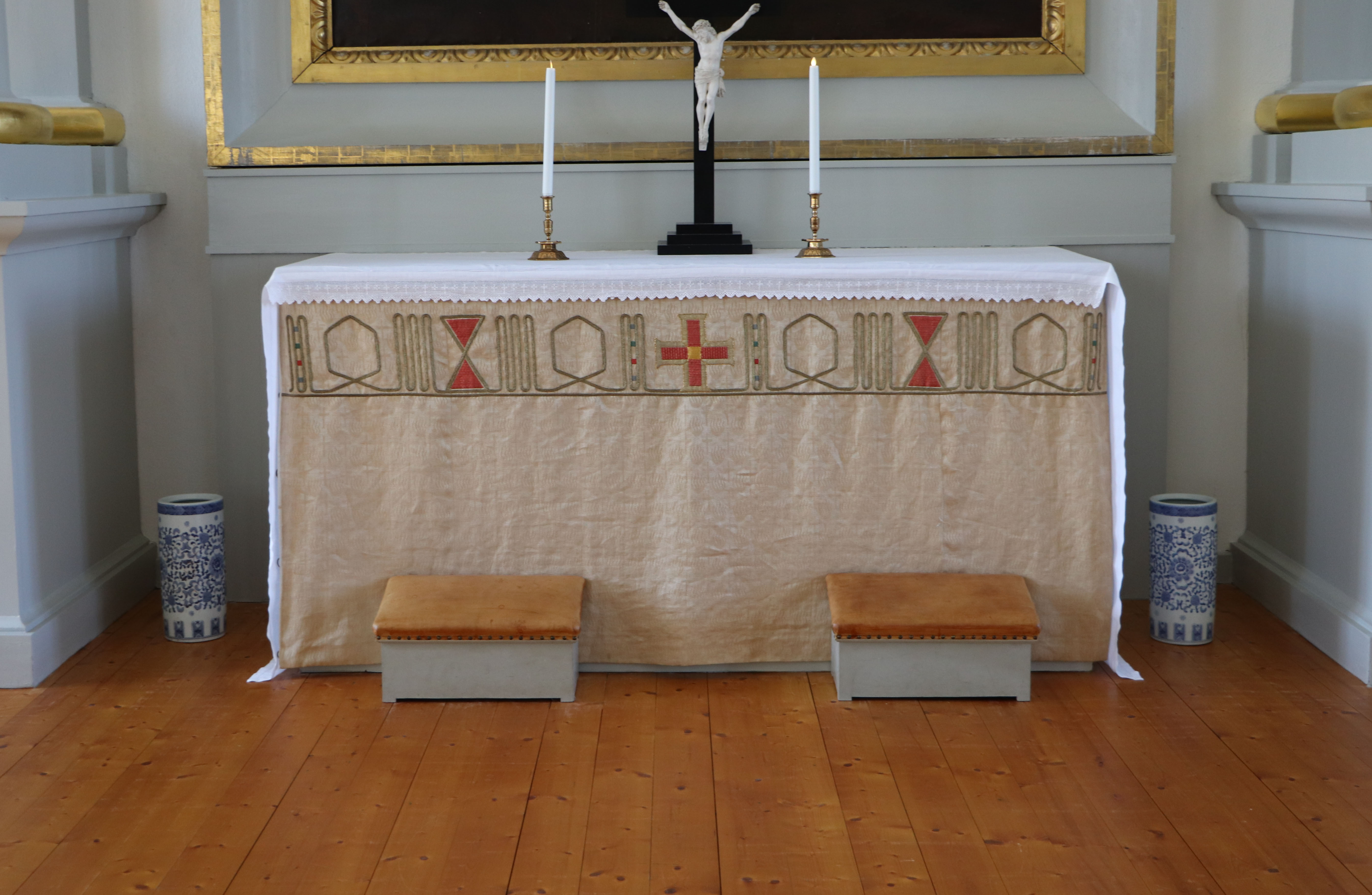
Altaret
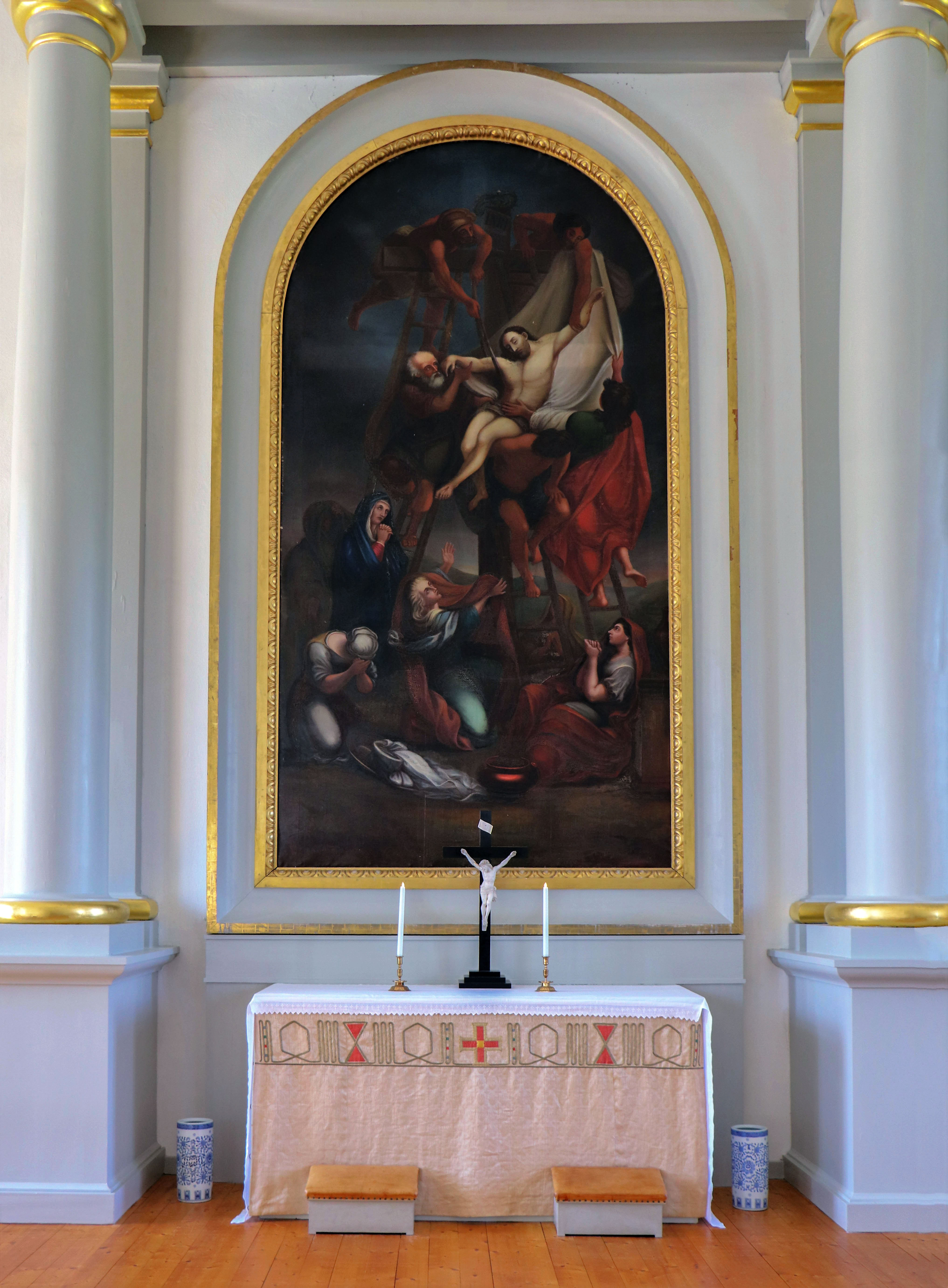
Altartavlan
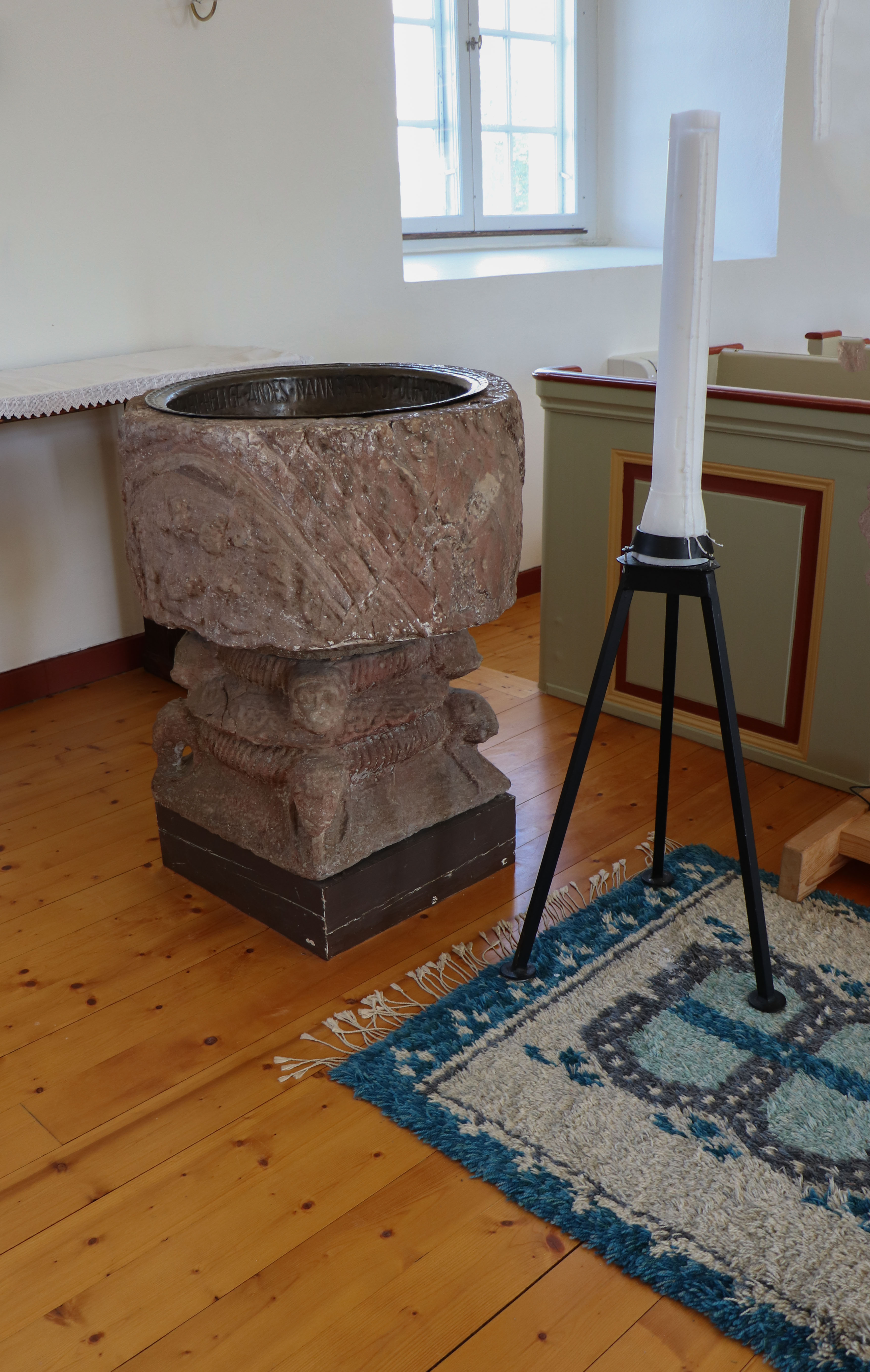
Medeltida dopfunt
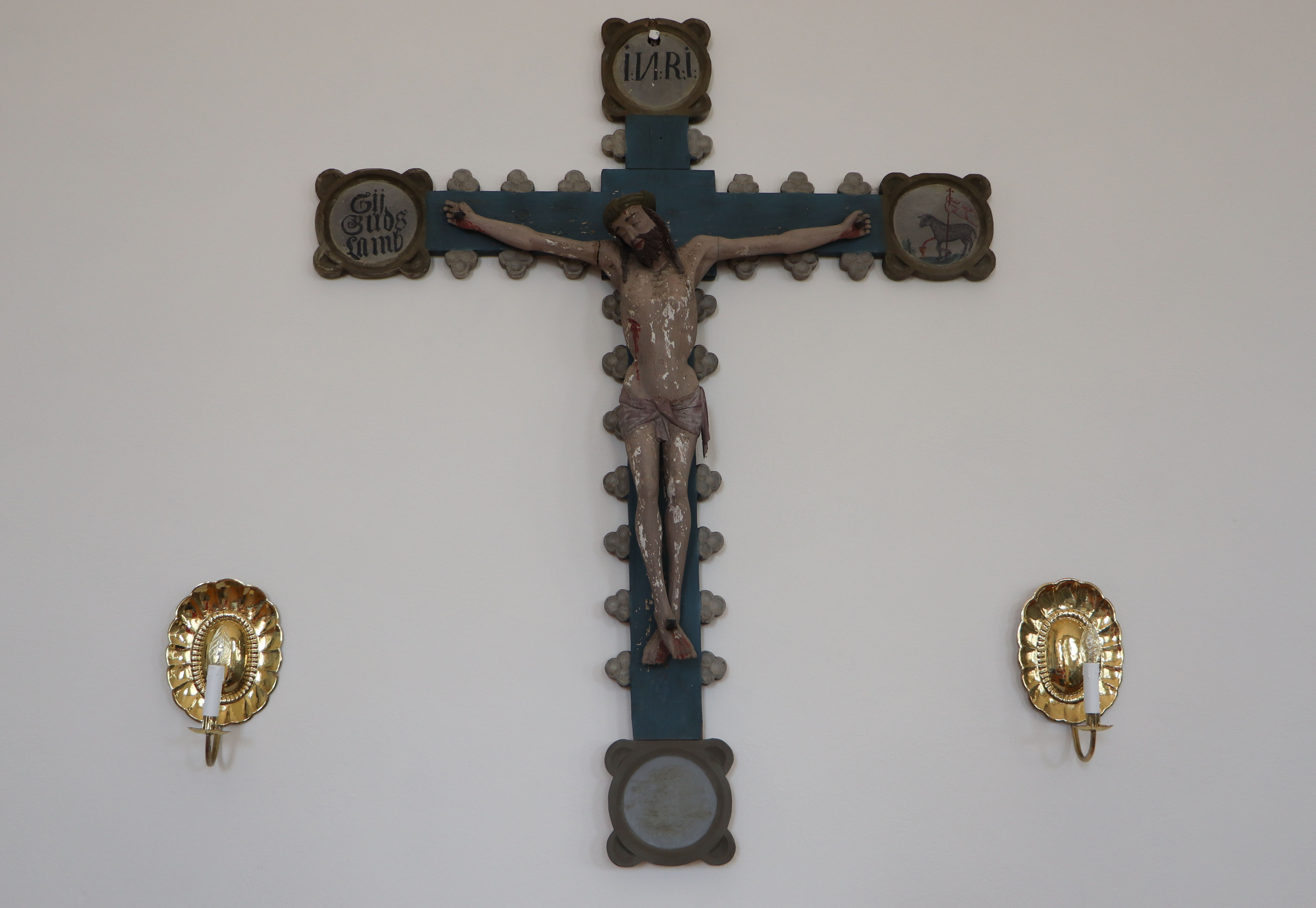
Triumfkrucifix 1400-talet
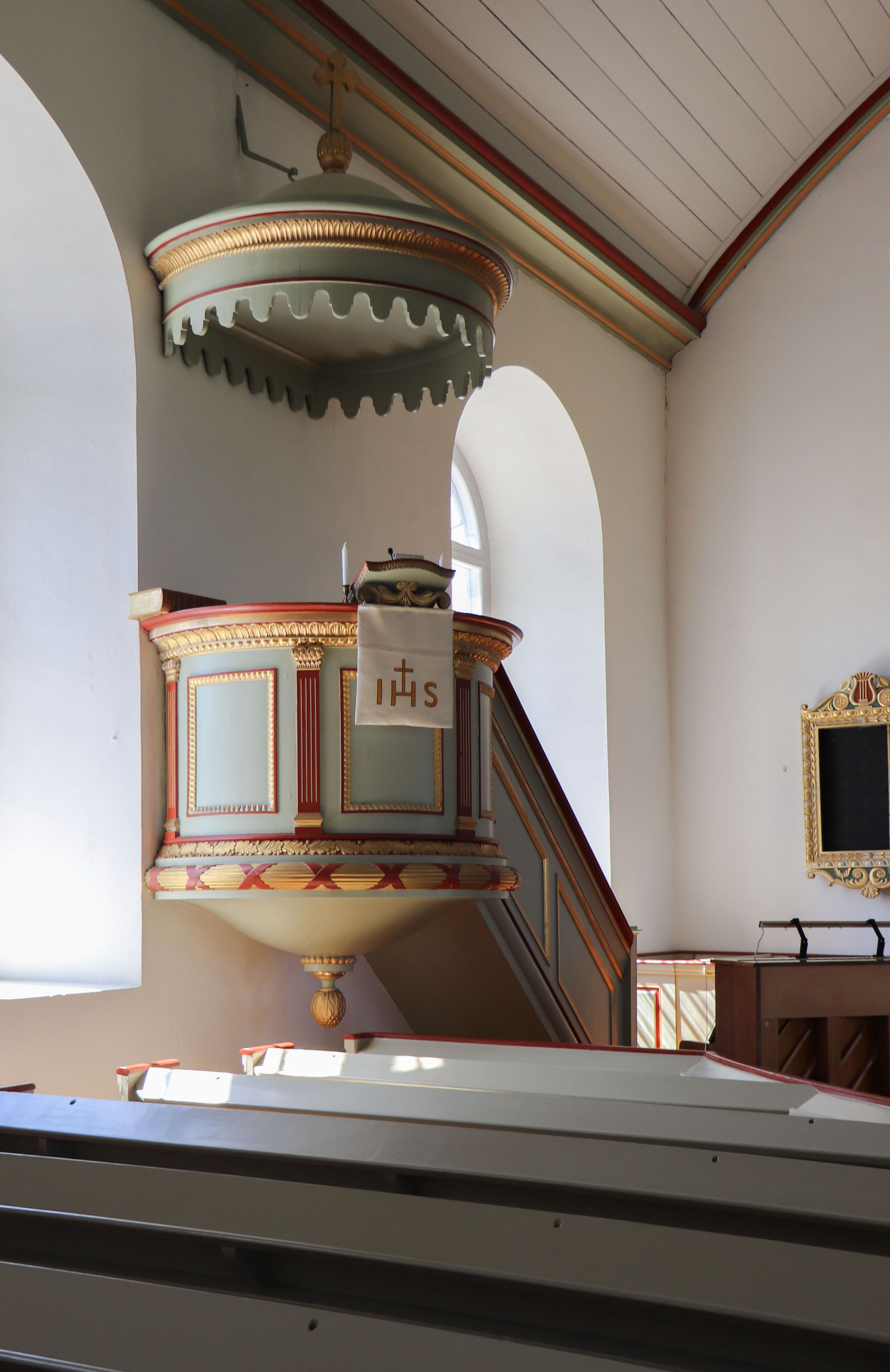
Predikstolen
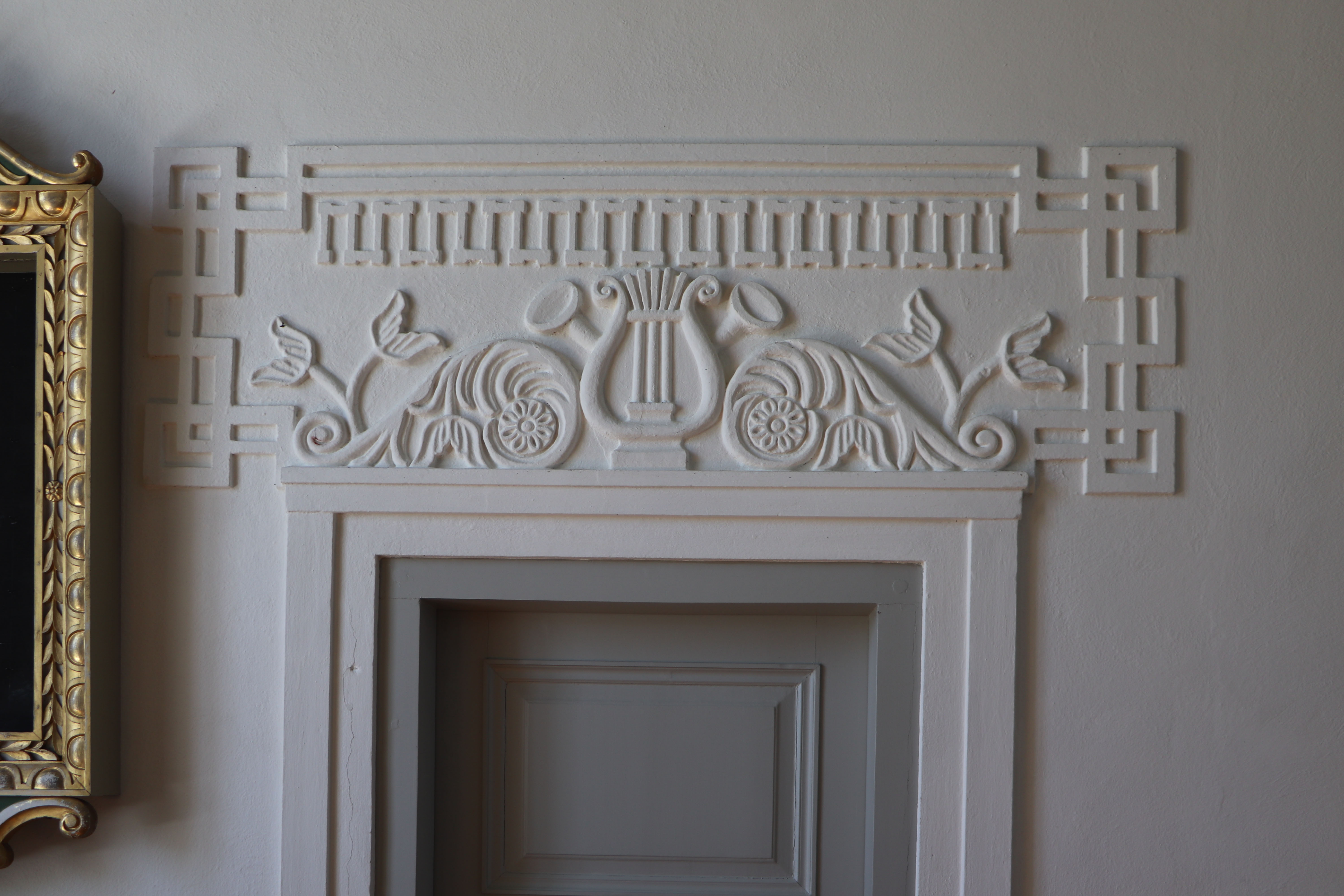
Relief över sakristidörren
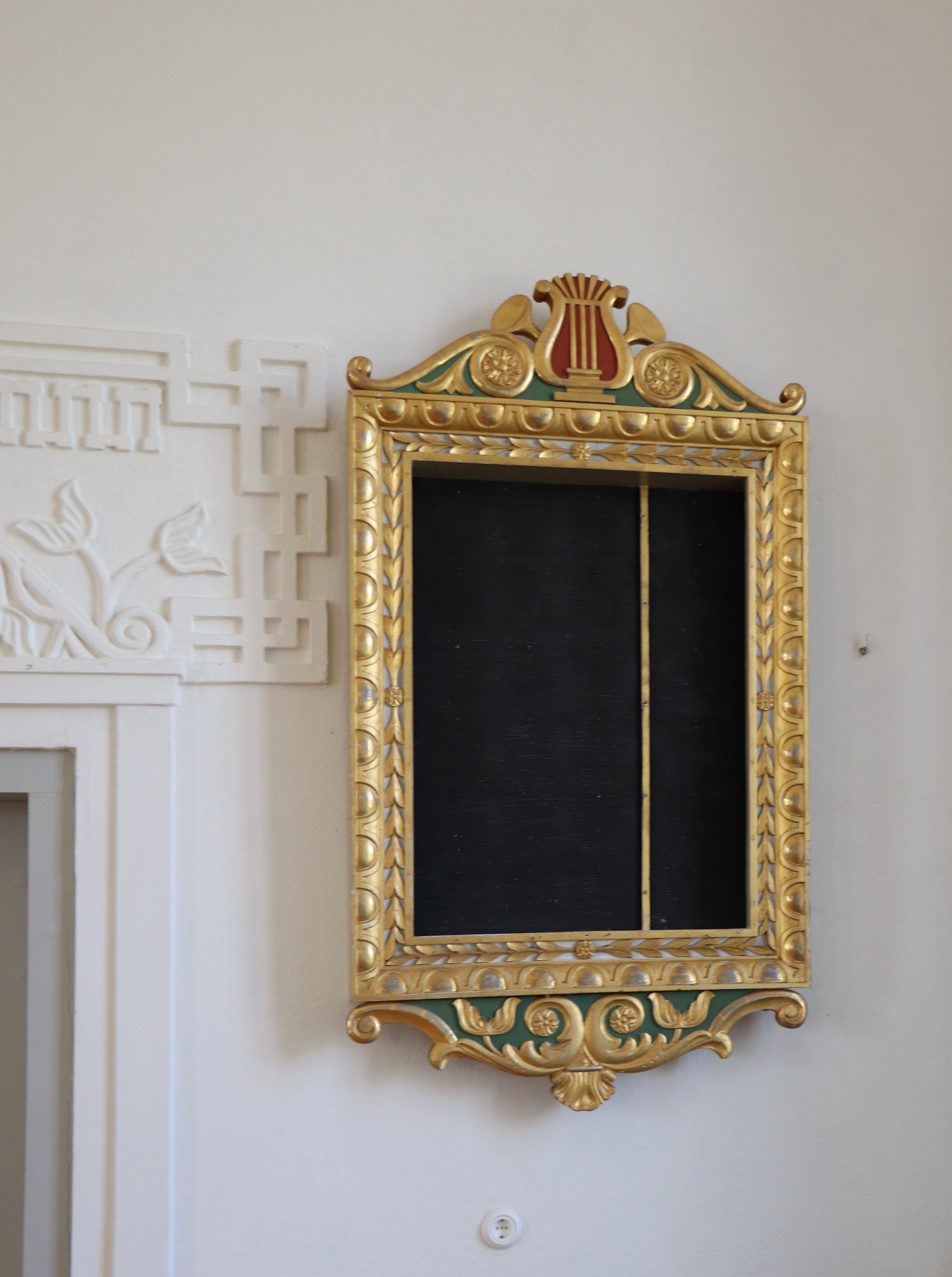
Psalmnummertavla
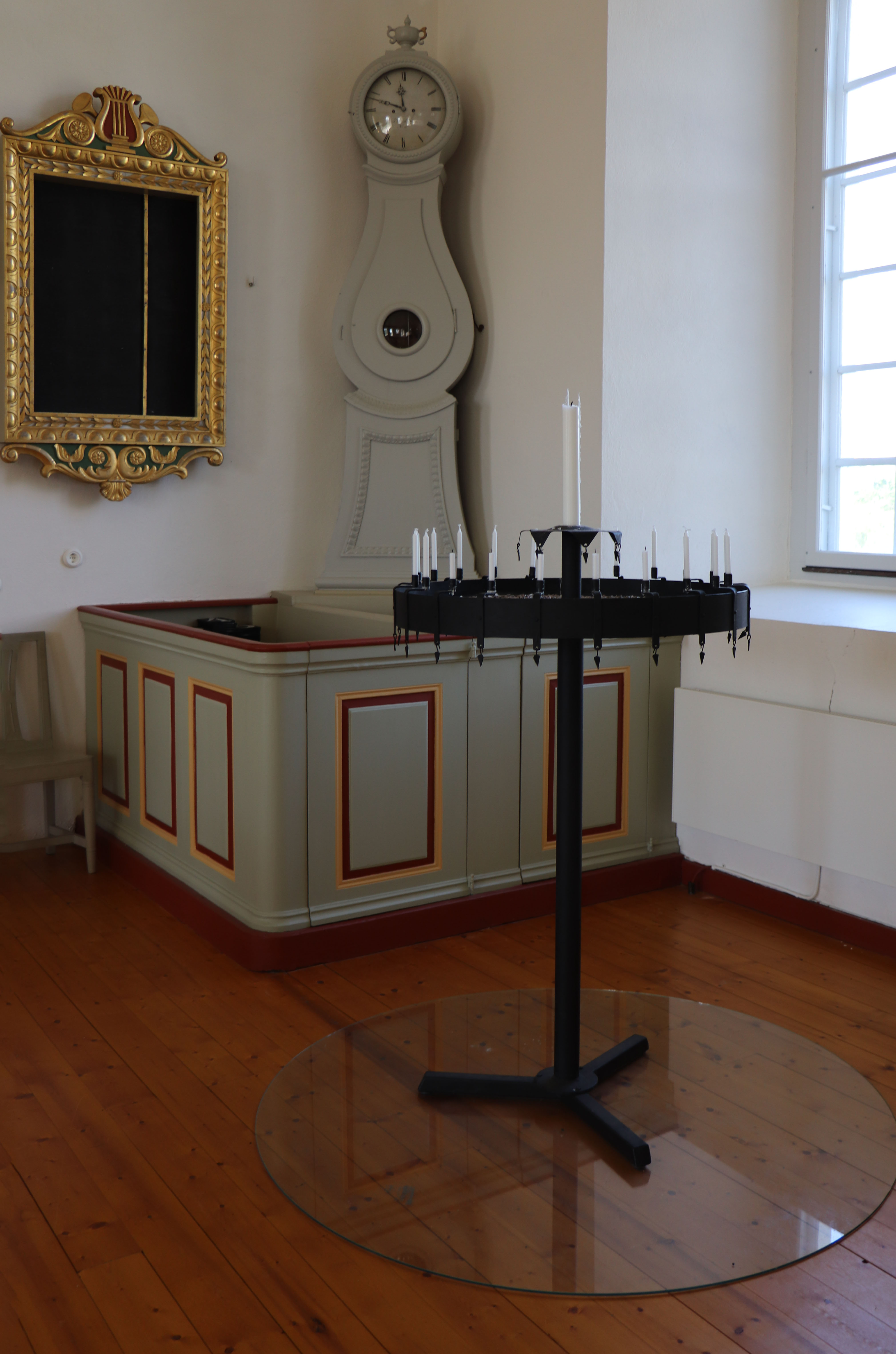
Ljusbärare

## Orgel
- Det första orgelverket byggdes 1885 av Carl Elfström, Ljungby med 16 stämmor. Orgelfasaden utfördes efter en osignerad ritning 1881.
- År 1943 byggde A Mårtenssons orgelbyggeri, Lund en pneumatisk orgel. Orgeln hade fasta och fria kombinationer samt automatisk pedalväxling.

| Huvudverk I     | Svällverk II      | Pedal        | Koppel   |
| Borduna 16´     | Gedackt 8´        | Subbas 16´   | I/P      |
| Principal 8´    | Vox retusa 8´     | Ekobas 8´    | II/P     |
| Rörflöjt 8´     | Principal 4´      | Oktava 8´    | II/I     |
| Oktava 4´       | Flöjt 4'          | Oktava 4´    | II 16'/I |
| Nachthorn 4'    | Nasat 2 2/3'      | Nachthorn 4´ | II 4'/I  |
| Kvinta 2 2⁄3'   | Waldflöjt 2'      | Krumhorn 8'  | II 4'/P  |
| Oktava 2'       | Ters 1 3/5'       |              |          |
| Cornett 3 chor  | Krumhorn 8'       |              |          |
| Mixtur 4-5 chor | Tremulant         |              |          |
|                 | Crescendosvällare |              |          |